# Тверская мануфактура бумажных изделий
Тверская мануфактура бумажных изделий — крупная производственная компания дореволюционной России, одна из старейших в отрасли. Полное наименование — Товарищество Тверской мануфактуры бумажных изделий. Штаб-квартира компании располагалась в Москве.

## История
В мае 1859 г. в ту пору 89-летний основатель знаменитой российской династии купцов и крупных промышленников Морозовых Савва Васильевич Морозов с младшим из своих пяти сыновей Тимофеем учредили «Товарищество Тверской мануфактуры бумажных изделий» с основным капиталом в 600 тыс. рублей. Само текстильное производство, выкупленное Морозовыми, было основано в 1856-58 гг. московскими купцами С. М. Шибаевым, И. В. Митюшиным, В. И. Брызгалиным, В. Залогиным и Н. И. Каулиным на землях Успенского Жёлтикова монастыря, расположенного на правом берегу притока Волги реки Тьмаки, впадающей в неё в центре современной Твери. К изначально возведенному прядильному производству, давшему первую продукцию в том же 1859 г., вскоре были достроены механическая ткацкая, белильно-красильная и отделочная фабрики. В 1861  г. основной капитал Товарищества достиг 900 тыс. руб.
С 1872 г. владение Тверской мануфактуры перешло ко внуку основателя династии Морозовых Абраму Абрамовичу, значительно расширившему прядильное и ткацкое производство семейного предприятия. Усилиями Варвары Алексеевны, жены А. А. Морозова, в последние годы жизни мужа фактически единолично управлявшей фабрикой, был выстроен целый ряд благотворительных учреждений: больница, аптека, родильный приют, приют для сирот, ясли, дом призрения, богадельня, ремесленное училище, библиотека и пр. При сыне А. А. и В. А. Морозовых, Иване Абрамовиче, производство Тверской мануфактуры бумажных изделий продолжало расширяться. В 1890—1900-х гг. были возведены кирпичные многоэтажные казармы и общественные здания. На рубеже веков — Народный театр с паровым отоплением, электрическим освещением, зрительным залом в два света с хорами на чугунных колоннах, сценой с трюмом и подъёмником для декораций и расположенными под ней уборными комнатами для артистов. После сильного пожара 1902 г. цеха и другие здания пришлось отстраивать заново — уже по более современным проектам.
Производственные мощности Товарищества Тверской мануфактуры бумажных изделий были национализированы по Декрету СНК РСФСР от 28 июня 1918 г. и переименованы в «Тверскую пролетарскую мануфактуру» (Пролетарку).
Несмотря на то, что само текстильное производство давно остановлено, в казармах и жилых корпусах бывшей Тверской мануфактуры до сих пор продолжают проживать люди. Правда условия их жизни оставляют желать много лучшего. В советское время этот район Твери получил название «Двор Пролетарки», в простонародье по-прежнему называемый «Морозовский городок».